# William Lipscomb
William Nunn Lipscomb (9. prosince 1919 Cleveland – 14. dubna 2011 Cambridge) byl americký chemik, nositel Nobelovy ceny za chemii za rok 1976. Studoval chemii a dočasně i fyziku na Univerzitě v Kentucky a na Kalifornském technologickém institutu. V letech 1946 až 1959 učil na Univerzitě v Minnesotě, roku 1959 získal profesuru na Harvardově univerzitě. Významné jsou zejména jeho práce o teorii sloučenin boru, za které obdržel Nobelovu cenu.